# Scythris fuscoaenea
Scythris fuscoaenea is een vlinder uit de familie dikkopmotten (Scythrididae). De wetenschappelijke naam is voor het eerst geldig gepubliceerd in 1828 door Haworth.
De soort komt voor in Europa.